# Amin Khader
Amin Taher Khader (Rio de Janeiro, 6 de janeiro de 1956) é um jornalista e promotor de eventos brasileiro.

## Carreira
Fã de Gal Costa, Amin viajava para diversas cidades ver shows da cantora na adolescência até ser notado por ela e, em 1975, ser contratado para trabalhar na produção de suas turnês, permanecendo no cargo por 29 anos até 2004. Em 1982 começou também a trabalhar como promoter das principais baladas cariocas e também na produção de shows internacionais e festivais, como Hollywood Rock e Rock in Rio. Entre os artistas internacionais para quem esteve na produção de shows no Brasil estão Whitney Houston, Freddie Mercury, Prince, Ozzy Osbourne, Rod Stewart e Guns n' Roses. Isso fez com que ele ficasse amigo de diversas celebridades e ganhasse notoriedade na mídia.
Estreou na televisão em 2000 como repórter do Planeta Xuxa e em 2003 ganhou destaque com o quadro "Vinde Amin" no Boa Noite Brasil, da Band, onde trazia as principais notícias da semana do mundo dos famosos. Em 2005 integrou o elenco do humorístico Show do Tom e em 2010 se tornou repórter do Hoje em Dia. Em 2014 assumiu o quadro de fofoca "A Hora do Venenoso" no Balanço Geral RJ, onde ficou até 10 de junho de 2022.
Em agosto de 2023, ele estreia com o quadro "Amin de Quinta" no telejornal vespertino Brasil Urgente Rio, da Band Rio, onde comenta sobre assuntos de "quinta categoria" que envolvem celebridades. Em maio de 2024, Amin entrou para o novo telejornal A Voz do Rio, apresentado por Wagner Montes Filho, onde ele protagoniza o quadro "Rolé do Amin" nas sextas-feiras, dando dicas de programas culturais para a semana.
É criador do bordão "É Vascão, cara!".

### Notícia de falsa morte
Foi noticiado em 28 de junho de 2011, após postagens de David Brazil no Twitter, que Amin teria morrido. A causa da morte seria ataque cardíaco, porém Amin foi visto mais tarde numa praia do Rio de Janeiro pelo próprio David. A notícia ganhou grande repercussão no Brasil e foi amplamente divulgada pelos mais diversos meios de comunicação. Após o caso, David disse que a morte foi forjada pelo próprio Khader.

## Vida pessoal
Amim é descendente de árabes e publicamente homossexual. Formado em Publicidade e Propaganda pelo Centro Universitário Belas Artes de São Paulo.

## Filmografia
| Ano           | Título             | Cargo              | Nota                        | Emissora |
| ------------- | ------------------ | ------------------ | --------------------------- | -------- |
| 2000–02       | Planeta Xuxa       | Repórter           |                             | Globo    |
| 2003–04       | Boa Noite Brasil   | Repórter           | Quadro "Vinde Amin"         | Band     |
| 2004–10       | Show do Tom        | Vários personagens |                             | Record   |
| 2010–14       | Hoje em Dia        | Repórter           |                             | Record   |
| 2014–22       | Balanço Geral RJ   | Colunista          | Quadro "A Hora do Venenoso" | Record   |
| 2023–presente | Brasil Urgente Rio | Colunista          | Quadro "Amin de Quinta"     | Band Rio |
| 2024          | Band Folia         | Repórter           |                             | Band Rio |
| 2024          | A Voz do Rio       | Colunista          | Quadro "Rolé do Amin"       | Band Rio |